# Sojuz TM-16
Sojuz TM-16 je označení ruské kosmické lodi, ve které odstartovala mise ke ruské kosmické stanici Mir. Byla to 16. expedice k Miru.

## Posádka

### Startovali
- Gennadij Manakov (2)
- Alexandr Poleščuk (1)

### Přistáli
- Gennadij Manakov (2)
- Alexandr Poleščuk (1)
- Jean-Pierre Haigneré (1) CNES

V závorkách je uveden dosavadní počet letů do vesmíru včetně této mise.